# Víctor Rodríguez Soria
Víctor Rodríguez Soria (Santa Coloma, 7 settembre 1987) è un ex calciatore andorrano, di ruolo difensore.

## Palmarès

### Club

#### Competizioni nazionali
- Supercopa andorrana: 1

FC Santa Coloma: 2019